# Sabatia brachiata
Sabatia brachiata är en gentianaväxtart som beskrevs av Ell.. Sabatia brachiata ingår i släktet Sabatia och familjen gentianaväxter. Inga underarter finns listade i Catalogue of Life.